# Cyclogramma leveillei
Cyclogramma leveillei är en kärrbräkenväxtart som först beskrevs av Christ, och fick sitt nu gällande namn av Ren-Chang Ching. Cyclogramma leveillei ingår i släktet Cyclogramma och familjen Thelypteridaceae. Inga underarter finns listade.